# Paula D’Hondt
Paula R. D’Hondt – Geburtsname: Van Opdenbosch – (* 27. August 1926 in Kerksken, Ostflandern, Belgien; † 23. November 2022 in Haaltert) war eine belgische Politikerin der Christen-Democratisch en Vlaams.

## Biografie
Nach dem Schulbesuch war sie von 1948 bis 1974 als Sozialassistentin bei der Nationalen Gesellschaft der Belgischen Eisenbahnen (NMBS/SNCB) tätig.
1974 begann die Mutter von fünf Kindern ihre politische Laufbahn mit der Wahl zum Mitglied des Senats, dem sie bis 1981 angehörte.
Im Anschluss wurde sie im Dezember 1981 von Premierminister Wilfried Martens zur Staatssekretärin für Post, Telegrafie und Telefon (PTT) ernannt und übte dieses Amt bis Mai 1988 aus. Während dieser Zeit wurde 1986 Etienne Schouppe ihr Kabinettschef, ebenfalls Mitarbeiter der NMBS/SNCB. Im Rahmen einer Regierungsumbildung übernahm sie dann in der achten Regierung Martens das Amt der Ministerin für öffentliche Arbeiten.
Nach der Auflösung dieses Ministeriums am 16. Januar 1989 schied sie aus der Regierung aus und war stattdessen von 1989 bis 1993 Königliche Kommissarin für Immigration. Während dieser Tätigkeit sah sie sich auch der Kritik anderer Politiker ausgesetzt wie von Filip Dewinter, dem Fraktionsvorsitzenden des rechtsgerichteten Vlaams Belang im Flämischen Parlament. Dieser verfasste 1991 ein Buch mit dem Titel Weg met ons? – Antwoord aan Paula D’Hondt (Weg mit uns?), in der er sich kritisch mit Paula d’Hondts Ansichten zur Einwanderungspolitik auseinandersetzte.
Für ihre politischen Verdienste wurde ihr nicht nur am 26. Mai 1992 der Ehrentitel einer Staatsministerin, sondern 1993 auch der Prix de la Démocratie verliehen.